# 유동성 위험
유동성 위험(liquidity risk)이란, 자금 부족으로 인하여 만기까지 거래 상대방의 자금운용에 어려움을 끼치게 되는 위험을 뜻한다. 대출채권은 유통시장이 존재하지 않으므로 일단 공여된 후 원칙적으로 만기까지 회수할 수 없기 때문에, 은행의 자금운용 중 가장 규모가 큰 항목인 대출은 유동성이 매우 낮은 자산이다. 따라서 예금인출 흐름의 갑작스런 증가가 나타나는 경우 은행은 유동성의 부족으로 인해 매우 큰 어려움에 직면할 수 있다.